# Jes Lim
Jes Lim ist ein Feng-Shui-Großmeister und Autor von Büchern über Feng Shui, Geomantie, Gesundheit, lebensbejahendes Wohndesign, Spiritualität und Alternativmedizin. Er stammt aus Malaysia, lebt aber seit langem in Australien, Europa und den USA.

## Leben
Jes Tyng-Yee Lim wurde in Malaysia als Sohn einer chinesischen Händlerfamilie geboren. Bereits seit seiner Kindheit wurde er in daoistischem Wissen unterrichtet; er war Hauptschüler des Mönches Lee Fah Sir und studierte bei 26 Lehrer und Meistern. Sein Weltbild und medizinisches Verständnis sind stark beeinflusst durch den Daoismus und den Buddhismus.
In London studierte Jes Lim internationale Businessverwaltung und Organisation, er war Mitglied des British Institute of Management und des Chartered Institute of Marketing (U.K.). Als General Manager und Businessberater beriet er 25 Jahre lang Unternehmen in Asien, darunter Konzerne wie Inchcape Group (Singapur, Malaysia), Darby Group (Asien) und Fletcher Challenge Group (Australien).
An der Sheng-Yang-Universität (Sheng Yang/China) 1985 absolvierte er bei Han Jin sein Doktorat in Akupunktur. Lim war unterrichtender Professor für Akupunktur an der Medicina Alternativa and Open International University for Complementary Medicine/WHO/UNO. Durch seine Arbeit in verschiedenen Entwicklungsländern Asiens sammelte er umfangreiche Kenntnisse in alternativer Medizin und Selbsthilfe.
1990 gründete Lim in Sri Lanka das Qi-Mag International Feng Shui & Geobiology Institute. Seither vermittelt er sein Wissen in vielen Ländern. Von seinen über 30.000 Studenten sind ca. 2.000 ausgebildete und zertifizierte Qi-Mag-Berater, die dem internationalen Beraternetzwerk des Qi-Mag-Instituts angehören.
Als international renommierter Feng Shui Großmeister vermittelt und überträgt Jes T. Y. Lim daoistisches Wissen in die westliche Kultur. Nach seiner Auffassung ist nicht nur ein gesunder Körper, sondern auch ein gesundes Umfeld für das Wohlergehen des Menschen notwendig. Lims Lehre des Qi-Mag Feng Shui baut auf den Lehren des klassischen Feng Shui auf und erweitert diese auf der Grundlage eines energetischen Verständnisses der Dinge.
Der Name Qi-Mag setzt sich aus den Begriffen Qi (= Lebensenergie) und Mag (= Magnetismus) zusammen. Im Qi-Mag Feng Shui geht es um die Anziehungskraft von Qi, also der Anreicherung von Vitalenergie und Sauerstoff, der Grundlage für Vitalität, Harmonie und Erfolg. Zudem bezeichnet Feng Shui die Kunst, die Energie der Objekte und Umgebung wahrzunehmen und diese in eine positive Schwingung zu transformieren.
In seinen Seminaren und Ausbildungen gibt Jes Lim einen Einblick in die den Formen innewohnende Energie und Lebendigkeit und lehrt, wie man in Resonanz mit allem Vitalen treten, seine Umgebung mit Qi-Mag Feng Shui und Tao Geomantie positiv verändern und sein Leben gesund und harmonisch gestalten kann. 
Neben seiner Lehr- und Beratungstätigkeit ist Jes T. Y. Lim Autor mehrerer Feng Shui-, Gesundheits- und Lebenshilfebücher.

## Werke
- Feng Shui und Gesundheit. Vital leben in Haus und Wohnung. 1997
- Feng Shui & Your Health – A Guide to High Vitality. 1999 (englisch)
- Feng Shui für Büro und Business. Uraltes Erfolgswissen für die Berufswelt des 21. Jahrhunderts. 2000
- Feng Shui for Business & Office - Cutting-Edge Knowledge & Wisdom. 2003 (englisch)
- Tao, Zen- und Feng-Shui-Gartendesign. Grundlagen - Anwendungen – Praxisbeispiele. 2002
- Tao, Zen and Feng Shui Garden (englisch)